# Gratinieren

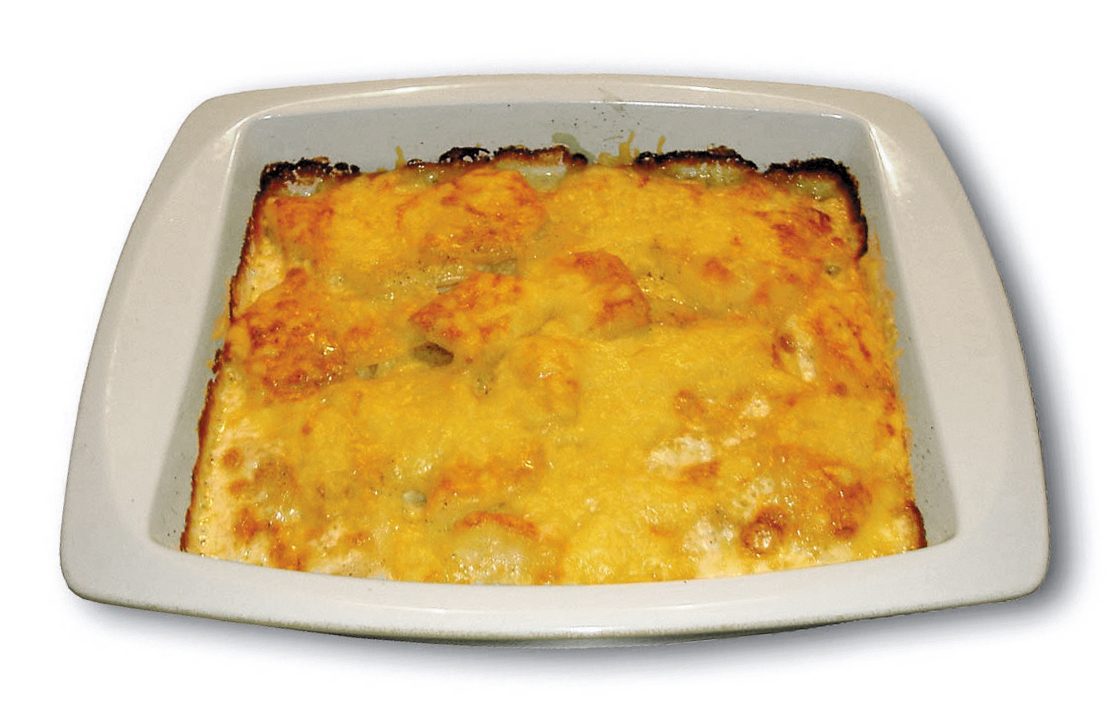
Kartoffelgratin

Beim Gratinieren, Überbacken oder Überkrusten bildet sich auf der Oberfläche einer Speise durch starke Oberhitze (Strahlungswärme) eine braune Kruste, wobei sich aus Kohlenhydraten und Eiweiß Röstaromen entwickeln (siehe Maillard-Reaktion). 
Zum gelegentlichen Gratinieren ist ein normaler Backofen mit Oberhitze geeignet, in Restaurantküchen wird dafür ein „Salamander“ verwendet, ein offenes, elektrisch oder mit Gas betriebenes Gerät, in dem die Gerichte portionsweise schnell überbacken werden können. Üblich sind auch gasbetriebene Lötlampen, um die Oberfläche von Süßspeisen zu karamellisieren.
Zu gratinierende salzige Gerichte werden häufig mit einer Mischung aus Ei, Sahne und Käse überzogen, Süßspeisen mit gezuckertem Eischnee, der karamellisiert. Da Gratinieren nur kurze Zeit dauert, müssen die übrigen Zutaten bereits gar sein. 
Als Geschirr kommen eher flache Gefäße aus Metall, Steinzeug oder feuerfestem Glas in Frage, soweit sie keine Griffe aus Kunststoff oder Holz haben.
Speisen, bei denen das Gratinieren eine entscheidende Rolle spielt, sind Aufläufe und Gratins. In einigen Ländern gehören derart zubereitete Gerichte sogar zur traditionellen Nationalküche, wie zum Beispiel Kartoffelgratin, Lasagne, Moussaka, Pastitsio, Gratin dauphinois, Hachis parmentier, Shepherd’s Pie, Salzburger Nockerln oder Scheiterhaufen.

## Etymologie
Das Gratin ist abgeleitet von Französisch le gratin zum Verb gratiner „überbacken, gratinieren“, abgeleitet von gratter „kratzen“.